# Více Evropy
Více Evropy (italsky Più Europa, +Eu) je italská liberální politická strana vedená Emmou Bonino. Významnou charakteristikou je silná proevropská orientace. Aktuálně drží jen několik křesel v italském parlamentu, celostátně ale má stabilní podporu mezi dvěma a třemi procenty voličů. Formálně je koalicí vícera malých formací, vedenou zejména Italskými radikály.
Strana vznikla jako součást Středolevicové koalice pro parlamentní volby 2018. V nich těsně nepřekročila hranici tří procent nutnou pro zisk mandátů z proporcionální části voleb. Kandidáti strany nicméně zvítězili ve třech jednomandátových obvodech. Stejný scénář se opakoval ve volbách 2022, kdy stranu od překročení volební klauzule dělil ještě menší rozdíl.

## Členské strany

### Současné členské strany
| Strana | Strana             | Ideologie    | Volby 2022 | Volby 2022 |
| Strana | Strana             | Ideologie    | Poslanci   | Senátoři   |
| ------ | ------------------ | ------------ | ---------- | ---------- |
|        | Italští radikálové | Liberalismus | 1          | –          |
|        | Forza Europa       | Liberalismus | 1          | –          |
|        | nezávislí          |              | 1          | –          |

### Strany zapojené v +Eu pro volby 2018
| Strana | Strana             | Ideologie    | Volby 2018 | Volby 2018 |
| Strana | Strana             | Ideologie    | Poslanci   | Senátoři   |
| ------ | ------------------ | ------------ | ---------- | ---------- |
|        | Italští radikálové | Liberalismus | 2          | 1          |
|        | Demokratický střed | Centrismus   | 1          | –          |
|        | Forza Europa       | Liberalismus | –          | –          |

### Strany zapojené v +Eu pro eurovolby 2019
| Strana | Strana                       | Ideologie           |
| ------ | ---------------------------- | ------------------- |
|        | Italští radikálové           | Liberalismus        |
|        | Forza Europa                 | Liberalismus        |
|        | Itálie společně              | Progresivismus      |
|        | Italská socialistická strana | Sociální demokracie |
|        | Italská republikánská strana | Liberalismus        |
|        | Evropská demokratická strana | Centrismus          |
|        | Team Köllensperger           | Liberalismus        |

## Volební výsledky

### Poslanecká sněmovna
| Volby | Hlasy   | Hlasy | Mandáty | Mandáty | Pozice | Postavení |
| Volby | Abs.    | %     | Abs.    | ±       | Pozice | Postavení |
| ----- | ------- | ----- | ------- | ------- | ------ | --------- |
| 2018  | 841 468 | 2.6   | 3/630   | ▲3      | ▲7.    | Opozice   |
| 2022  | 793 961 | 2.8   | 2/400   | ▲       | ▼8.    | Opozice   |

### Senát
| Volby | Hlasy   | Hlasy | Mandáty | Mandáty | Pozice |
| Volby | Abs.    | %     | Abs.    | ±       | Pozice |
| ----- | ------- | ----- | ------- | ------- | ------ |
| 2018  | 714 821 | 2.4   | 1/315   | ▲1      | ▲7.    |
| 2022  | 810 441 | 2.9   | 0/200   | ▼1      | ▼8.    |

### Evropský parlament
| Volby | Hlasy   | Hlasy | Mandáty | Mandáty | Pozice |
| Volby | Abs.    | %     | Abs.    | ±       | Pozice |
| ----- | ------- | ----- | ------- | ------- | ------ |
| 2019  | 833 443 | 3.1   | 0/76    | ▬0      | ▲6.    |

### Regionální parlamenty
| Region         | Rok  | Hlasy          | %              | Mandáty | ±  |
| -------------- | ---- | -------------- | -------------- | ------- | -- |
| Údolí Aosty    | 2020 |                |                | 0/35    | –  |
| Piedmont       | 2019 | 34 993 (9.)    | 1.8            | 0/51    | –  |
| Benátsko       | 2020 | 14 246 (12.)   | 0.7            | 0/51    | –  |
| Lombardie      | 2023 | V koalici      | V koalici      | 0/80    | –  |
| Emilia-Romagna | 2020 | 33 087 (10.)   | 1.5            | 0/50    | –  |
| Ligurie        | 2020 | v koalici s IV | v koalici s IV | 0/31    | –  |
| Toskánsko      | 2020 | v koalici s IV | v koalici s IV | 0/41    | –  |
| Lazio          | 2023 | 14 870 (14.)   | 1.0            | 0/50    | ▼1 |
| Marche         | 2020 | v koalici s EV | v koalici s EV | 0/31    | –  |
| Abruzzo        | 2019 | 14 198 (12.)   | 2.4            | 0/31    | –  |
| Kampánie       | 2020 | 45 500 (14.)   | 1.9            | 1/51    | ▲1 |
| Apulie         | 2020 | 5 062 (19.)    | 0.3            | 0/51    | –  |
| Kalábrie       | 2021 |                |                | 0/30    | –  |